# 块根小野芝麻
块根小野芝麻（学名：Galeobdolon tuberiferum）为唇形科小野芝麻属下的一个种。